# García I Sánchez di Navarra
García Sánchez (nome usato in spagnolo, galiziano e asturiano; Garcia Sanxes in catalano; Garcia Sanches in portoghese; Gartzia Santxitz in basco; 919 – febbraio 970) fu re di Pamplona della dinastia Jimena, dal 925 al 970; prima, sino al 931, sotto la reggenza dello zio Jimeno (che si attribuì il titolo di re) e poi, sino al 935, sotto la reggenza della madre, Toda di Navarra; fu conte consorte di Aragona dal 933 al 940 per il matrimonio con Andregoto Galíndez, contessa d'Aragona; poi, dopo l'annullamento del matrimonio, fu anche l'effettivo conte d'Aragona dal 940 al 970.

## Origine
García, secondo il codice di Roda, era figlio del re di Pamplona Sancho I Garcés e di Toda di Navarra, figlia di Aznar Sánchez, signore di Larraun e di Oneca Fortúnez, la figlia del re di Pamplona Fortunato Garcés e di Oria. Entrambi i genitori di Toda discendevano dalla famiglia Arista.

Sancho, secondo il codice di Roda, era il figlio primogenito del co-regnante e poi reggente di Pamplona García II Jiménez (della dinastia Jimena Jimena) e della sua seconda moglie, Dadildis di Pallars, sorella del Conte di Ribagorza e di Pallars Raimondo I, nipote del conte Raimondo I di Tolosa.

García era discendente della dinastia Jimena da parte di padre e dalla Arista da parte di madre. Era anche cugino dell'emiro e poi califfo di al-Andalus ʿAbd al-Raḥmān III; infatti la nonna, Oneca Fortúnez, aveva sposato in prime nozze l'emiro di al-Andalus ʿAbd Allāh ibn Muḥammad a cui aveva dato un figlio, Mohammed (fratellastro di Toda) che generò l'emiro e poi califfo di al-Andalus ʿAbd al-Raḥmān III, come riporta la Histoire de l'Afrique et de l'Espagne (nipote di Toda).

## Biografia
Nel 922, alla morte del conte di Aragona Galindo II Aznárez, che era fratello della sua prima moglie Urraca, suo padre Sancho I occupò la contea d'Aragona, ignorando il diritto di successione di tutti gli altri pretendenti. Per evitare una guerra Garcia, benché fosse molto più giovane della futura sposa, fu promesso in matrimonio ad Andregoto Galíndez, figlia del defunto conte di Aragona, come riporta La web de las biografias.
Il matrimonio fu poi celebrato nel 933.
Nel 924 i suoi genitori fondarono il monastero di San Martino di Albelda, come risulta anche dai tre documenti, il n° 2, n° 3 e n° 4 del Cartulario de Albelda, degli anni 924 e 925, che confermano l'interessamento di Sancho e della moglie Toda per il monastero di San Martino; García è citato nel documento n° 4, datato 925.
Suo padre Sancho I morì a Resa, nella zona di Estella, l'11 dicembre 925, come riporta il codice di Roda, dopo vent'anni di regno; la morte di Sancho viene ricordata anche dalla CRONICA DE SAN JUAN DE LA PEÑA, mentre l'anno della morte di Sancho viene riportato anche da Jaurgain.
A Sancho I succedette García, sotto la reggenza della madre, Toda, sino al 931, assieme al cognato, Jimeno II Garcés (alla cui morte, secondo il codice di Roda, Garcia aveva dodici anni), che fece uso del titolo regale, come riporta Lacarra. Poi dopo la morte di Jimeno, Toda fu affiancata, per breve tempo, dall'altro cognato, Íñigo II Garcés, come riportato da Historia de España de la Edad Media (non consultato), poi fu reggente da sola sino a che García raggiunse la maggior età.

In questo periodo García I, assieme alla madre Toda, fece una donazione al monastero di San Pedro de Siresa datata 9 marzo 933.
Egli ereditò un possedimento debole, poiché il padre era stato sconfitto da Abd al-Rahman III, il califfo omayyade di Cordova; la capitale Pamplona era stata saccheggiata nel 924, come riportato da Lacarra.
L'emirato di al-Andalus, invece, sotto la guida di ʿAbd al-Raḥmān III (sottomettendo e fondendo tutte la razze di Spagna, arabi, spagnoli e berberi) aveva ottenuto una nazione unita che gli aveva permesso di riprendere la roccaforte di Bobastro, sottomettere Ibn Marwān (930) e, nel 932 riconquistare Toledo), si era irrobustito e nel 929 era diventato califfato, e nel 934 aveva umiliato la reggente sua madre Toda, imponendogli un formale atto di sottomissione, come riporta lo storico Rafael Altamira.
Nel 937, assieme a sua madre Toda, dovette nuovamente fare atto di vassallaggio al califfo di al-Andalus ʿAbd al-Raḥmān III.
Anche dopo che Garcia I ebbe raggiunto la maggior età Toda continuò a guidare il figlio nella politica di opposizione ad al-Andalus. Infatti fu l'ispiratrice dell'alleanza dei re cristiani che, nel 939, portò alla vittoria nella battaglia di Simancas; Toda si alleò con il re di León Ramiro II, che al comando di truppe leonesi, asturiane galiziane e castigliane, insieme a suo figlio García I Sánchez, impartì una dura disfatta ad ʿAbd al-Raḥmān III nella battaglia di Simancas dopo la quale ʿAbd al-Raḥmān III, al-Nāṣir li-dīn Allāh (difensore della fede) non volle più partecipare in prima persona alle operazioni belliche cui quasi sempre aveva presenziato per i gravi pericoli corsi.
Nel 940 il califfo Abd al-Rahman III, dopo la cocente sconfitta dell'anno prima nella battaglia di Simancas, intervenne sul re di Pamplona García I Sánchez di Navarra, affinché ripudiasse la moglie, la contessa d'Aragona Andregoto Galíndez, per non avere troppo stretti legami tra i vari regni e contee cristiane. Il matrimonio con Andregoto venne annullato e forse, nello stesso anno, García, che aveva mantenuto il controllo diretto della contea di Aragona, passò a seconde nozze con Teresa di León, figlia del re di León Ramiro II.

Non tutti riconoscono che Teresa fosse la figlia del re di León Ramiro II.
Secondo il Libro de Regla del monastero di Leire (non consultato) García I, con la madre Toda, fece una donazione al monastero nel 938, documento n° 7. Sempre con la madre Toda fece due donazioni al monastero di San Martino di Albelda: una, secondo il documento n° 15, nel 947, e, un'altra, secondo il documento n° 20, nel 953.
Tra il 951 e il 956, secondo la Cronaca di Sampiro, diede supporto al nipote Sancho il Grosso contro il fratellastro, il re di Galizia e León Ordoño III.
Nel 958 fu coinvolto nella guerra civile leonese tra Sancho il Grosso e Ordoño IV: il re di León, Sancho I il Grosso, figlio di Ramiro II e di Urraca di Navarra, era stato deposto dai nobili Leonessi e Castigliani a favore di Ordoño IV, figlio di Alfonso IV di León e di Onneca di Navarra; entrambi erano nipoti di Toda, loro nonna e Garcia, loro zio.

Sancho chiese aiuto alla nonna che glielo concesse riuscendo a farsi ricevere, assieme al figlio García ed al nipote Sancho, a Cordova, alla corte del califfo ʿAbd al-Raḥmān III, dove Sancho, garante García, in cambio dell'aiuto delle truppe di al-Andalus, promise che se rientrava in possesso del trono, avrebbe consegnato al califfo dieci castelli leonesi.

<Nell'arco di due anni Sancho, anche con l'aiuto efficace di García I Sánchez, che catturò il conte di Castiglia, Ferdinando Gonzales, riconquistò il trono, ma non consegnava i castelli; anzi approfittando della morte di ʿAbd al-Raḥmān III, Sancho e Garcia diedero ad intendere che non volevano rispettare l'impegno preso.

Stemma della contea d'Aragona

Allora il nuovo califfo, al-Ḥakam II, dichiarò guerra ai regni cristiani e invadendo e saccheggiando León, Castiglia e Navarra, costrinse i rispettivi sovrani, Sancho I, Fernán González e García Sánchez I, imitati subito dopo dai conti di Barcellona, Mirò e il fratello Borrell II, a chiedere la pace (963).
García I, secondo il codice di Roda, morì il 22 febbraio 970; in ambedue i titoli gli succedette il figlio Sancho Abarca, che era già il titolare della contea d'Aragona.

Secondo il codice di Roda Garcia fu inumato nella chiesa di Santo Stefano, a Villamayor de Monjardín.

## Discendenza
Garcia da Andregoto ebbe un figlio:
- Sancho Garcés Abarca (?-994), re di Navarra e conte d'Aragona[33].

Mentre Garcia da Teresa ebbe due (o tre) figli:
- Ramiro Garcés di Viguera (circa 940-luglio 981), primo signore di Viguera, nella Rioja, che includeva il monastero di San Millán de la Cogolla, dal 970. Secondo il codice di Roda[4] morì dopo la nonna Toda di Navarra, morta nel 970, poco dopo il padre di Ramiro, García I Sánchez[16],
- Urraca Garcés di Navarra (circa 945-1009) sposò (fu la seconda moglie), nel dicembre del 955, il conte di Castiglia Fernán González (910-970), e, rimasta vedova, nel 972 in seconde nozze il duca di Guascogna Guglielmo (circa 950-996)[34],
- Jimeno Garcés (?- dopo il 979, perché in questa data compare citato in una donazione al monastero di San Pedro de Siresa)[35], è il terzo figlio non riconosciuto da tutti.

## Ascendenza
|                             |   |                  | Genitori |  |  | Nonni |  |  | Bisnonni        |  |  | Trisnonni             |  |
|                             |   |                  |          |  |  |       |  |  | Jimeno I Garcés |  |  | Garcia I di Guascogna |  |
|                             |   |                  |          |  |  |       |  |  | Jimeno I Garcés |  |  | Garcia I di Guascogna |  |
|                             |   | …                |          |  |  |       |  |  | Jimeno I Garcés |  |  |                       |  |
| García II Jiménez           |   |                  |          |  |  |       |  |  | Jimeno I Garcés |  |  |                       |  |
|                             |   | Sancho Garcés    | …        |  |  |       |  |  |                 |  |  |                       |  |
|                             |   | Sancho Garcés    | …        |  |  |       |  |  |                 |  |  |                       |  |
|                             |   | Sancho Garcés    | …        |  |  |       |  |  |                 |  |  |                       |  |
| Sancho I Garcés di Navarra  |   | Sancho Garcés    |          |  |  |       |  |  |                 |  |  |                       |  |
|                             |   | …                | …        |  |  |       |  |  |                 |  |  |                       |  |
|                             |   | …                | …        |  |  |       |  |  |                 |  |  |                       |  |
|                             |   | …                | …        |  |  |       |  |  |                 |  |  |                       |  |
| Dadildis di Pallars         |   | …                |          |  |  |       |  |  |                 |  |  |                       |  |
|                             |   | …                | …        |  |  |       |  |  |                 |  |  |                       |  |
|                             |   | …                | …        |  |  |       |  |  |                 |  |  |                       |  |
|                             |   | …                | …        |  |  |       |  |  |                 |  |  |                       |  |
| García I Sánchez di Navarra |   | …                |          |  |  |       |  |  |                 |  |  |                       |  |
|                             | … | …                |          |  |  |       |  |  |                 |  |  |                       |  |
|                             | … | …                |          |  |  |       |  |  |                 |  |  |                       |  |
|                             | … | …                |          |  |  |       |  |  |                 |  |  |                       |  |
| Aznar Sánchez               | … |                  |          |  |  |       |  |  |                 |  |  |                       |  |
|                             |   | …                | …        |  |  |       |  |  |                 |  |  |                       |  |
|                             |   | …                | …        |  |  |       |  |  |                 |  |  |                       |  |
|                             |   | …                | …        |  |  |       |  |  |                 |  |  |                       |  |
| Toda di Navarra             |   | …                |          |  |  |       |  |  |                 |  |  |                       |  |
|                             |   | Fortunato Garcés | …        |  |  |       |  |  |                 |  |  |                       |  |
|                             |   | Fortunato Garcés | …        |  |  |       |  |  |                 |  |  |                       |  |
|                             |   | Fortunato Garcés | …        |  |  |       |  |  |                 |  |  |                       |  |
| Onneca Fortúnez             |   | Fortunato Garcés |          |  |  |       |  |  |                 |  |  |                       |  |
|                             |   | …                | …        |  |  |       |  |  |                 |  |  |                       |  |
|                             |   | …                | …        |  |  |       |  |  |                 |  |  |                       |  |
|                             |   | …                | …        |  |  |       |  |  |                 |  |  |                       |  |
|                             |   | …                |          |  |  |       |  |  |                 |  |  |                       |  |

### Fonti primarie
- (LA)  Textos navarros del Códice de Roda Archiviato il 31 gennaio 2021 in Internet Archive..
- (ES)  CRONICA DE SAN JUAN DE LA PEÑA.
- (LA)  Cartulario de Albelda.
- (LA)  Sampiri Astoricensis Episcopi chronicon.
- (LA)  #ES Cartulario de Siresa.
- (FR)  #ES Histoire de l'Afrique et de l'Espagne, Volume 2

### Letteratura storiografica
- Rafael Altamira, Il califfato occidentale, "Storia del mondo medievale", vol. II, 1999, pp. 477–515
- (FR)  #ES La Vasconie.
- (ES)  #ES Historia del Reino de Navarra en la Edad Media.